# Башкирский центральный исполнительный комитет
Башкирский центра́льный исполни́тельный комите́т (ЦИК БАССР, БашЦИК; баш. Башҡортостан үҙәк башҡарма комитеты) — высший законодательный, распорядительный и контролирующий орган государственной власти Башкирской АССР в 1920—1938 годы. Функционировал в период между съездами Советов автономной республики.
БашЦИК был упразднён в 1938 году в связи с образованием Верховного Совета БАССР.

## Общая характеристика
Башкирский центральный исполнительный комитет был образован 28 июля 1920 года на I Всебашкирском съезде Советов в Стерлитамаке согласно Конституции РСФСР и Декрету ВЦИК «О государственном устройстве Автономной Советской Башкирской республики».
Состав БашЦИКа избирался на съездах Советов Башкирской АССР. БашЦИК контролировал деятельность советских органов власти в автономной республики и вместе с ними составлял единый государственный аппарат. Работал в режиме сессий, созываемых между Всебашкирскими съездами Советов минимум 3 раза. В период между сессиями властные полномочия передавались председателю и членам Президиума ЦИК БАССР.
| Количество членов ЦИК Башкирской АССР по годам |             |             |             |
| 1920 — 1921                                    | 1921 — 1931 | 1931 — 1935 | 1935 — 1938 |
| 36                                             | 50          | 164         | 230         |

Согласно Конституции Башкирской АССР от 1937 года, с 25 июля 1938 года высшим органом государственной власти автономной республики стал Верховный Совет Башкирской АССР.

## Деятельность
Башкирский центральный исполнительный комитет в 1922—1923 и 1930—1931 гг. проводил реформы по административно-территориальному устройству республики. В 1924—1925 гг. БашЦИК разработал проект Конституции Башкирской АССР 1925 года, а в 1936—1937 гг. — проект Конституции Башкирской АССР 1937 года.
Для решения наиболее важных и срочных вопросов при ЦИК БАССР создавались временные или постоянные комитеты и комиссии:
- Башкирская областная комиссия помощи голодающим (Башпомгол[1], в 1921—1922 гг.);
- Центральная комиссия по борьбе с последствиями голода (Башпоследгол[2], в 1922—1923 гг.);
- Комиссия по улучшению повседневной жизни женщин и детей, рабочих и крестьян;
- Комиссия для помощи больных и раненных красноармейцев;
- Комитет нового башкирского алфавита (перехода на латиницу);
- Центральная избирательная комиссия и другие.

## Председатели БашЦИК
- Шамигулов Гали Камалетдинович (7.1920 — 10.1920)
- Мансырев, Файзулла Саитович (10.1920 — 1921)
- Муртазин Муса Лутович (1921 — 2.1922)
- Худайбердин Шагит Ахметович (2.1922 — 7.1922)
- Кушаев Хафиз Кушаевич (7.1922 — 1929)
- Шафиков Таймас Шафикович (1929—1931)
- Тагиров Афзал Мухитдинович (1931—1937)
- Ибрагимов Рахим Киреевич (1937—1938)

Худайбердин Шагит Ахметович (1921-1922)
Кушаев Хафиз Кушаевич (1922-1929)
Тагиров, Афзал Мухитдинович (1931-1937)
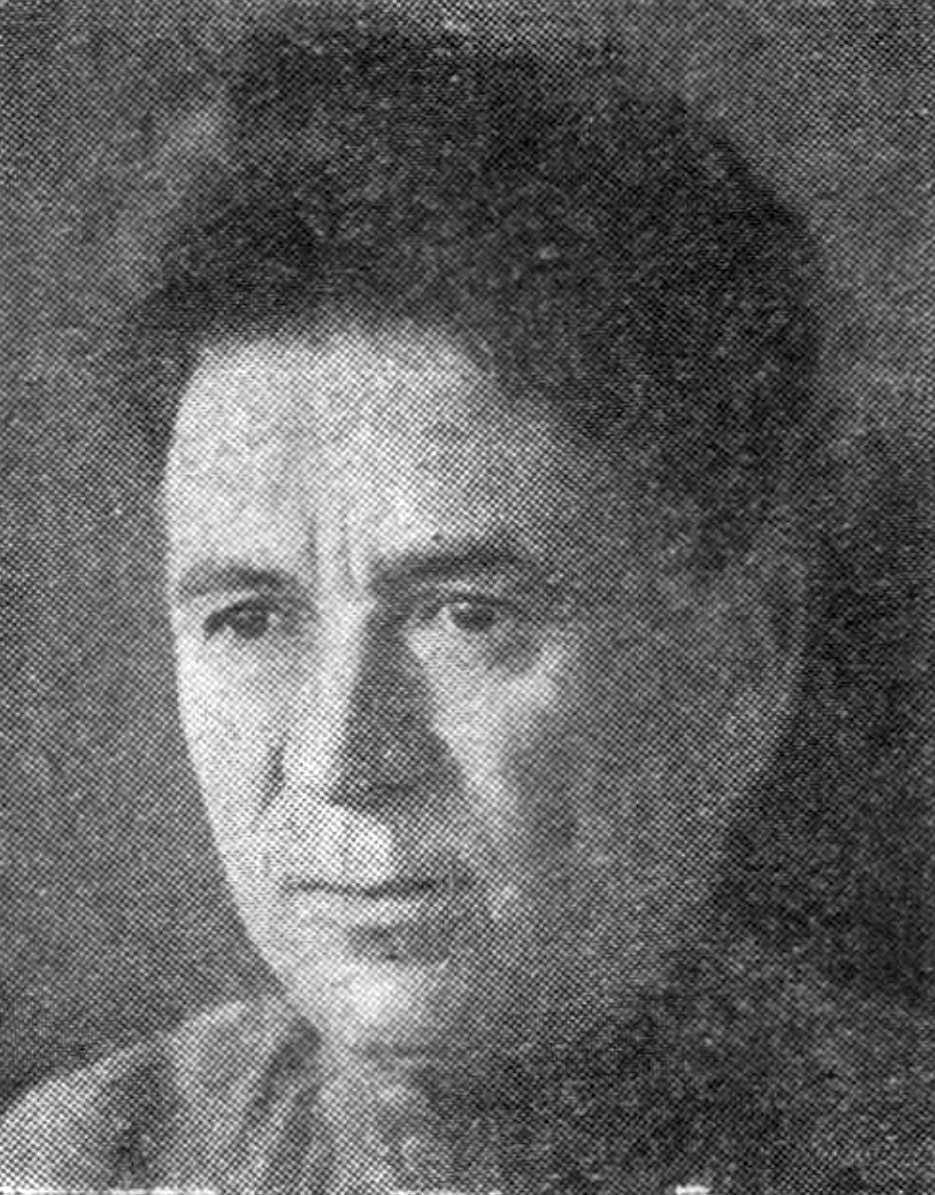
Ибрагимов Рахим Киреевич (1937-1938)